# ویکتور هوگو مارچسینی
ویکتور هوگو مارچسینی (انگلیسی: Víctor Hugo Marchesini؛ زادهٔ ۳ نوامبر ۱۹۶۰) بازیکن فوتبال، و سرمربی (فوتبال) اهل آرژانتین است.
از باشگاه‌هایی که در آن بازی کرده‌است می‌توان به باشگاه فوتبال بوکا جونیورز اشاره کرد.